# NGC 7235
NGC 7235 је расејано звездано јато у сазвежђу Цефеј које се налази на NGC листи објеката дубоког неба.
Деклинација објекта је + 57° 16' 24" а ректасцензија 22h 12m 24,0s. Привидна величина (магнитуда) објекта NGC 7235 износи 7,7 а фотографска магнитуда 8,6. NGC 7235 је још познат и под ознакама OCL 229.